# Trox semicostatus
Trox semicostatus är en skalbaggsart som beskrevs av Macleay 1872. Trox semicostatus ingår i släktet Trox och familjen knotbaggar. Inga underarter finns listade i Catalogue of Life.